# Обсерваторія Верхнього Провансу
Обсерваторія Верхнього Провансу  (фр. Observatoire de Haute-Provence, OHP) — це оптична обсерваторія на плато у південно-східній Франції. Вона обладнана трьома великими рефлекторами діаметром від 1,2 до 2 м.
Обсерваторія була заснована 1937 року в рамках національного оснащення французької астрономії та введена в експлуатацію 1943 року з запуском 1,20-метрового телескопа. Обсерваторія розташована на південному сході Франції, у 90 км на схід від Авіньйона та у 100 км на північ від Марселя, на плато висотою 650 м.н.м. Умови спостереження (бл. 60 % корисних ночей та типовим астрономічним баченням у 2") є задовільними для розташування на континентальній Європі. Під час містралів астрономічне бачення суттєво погіршується.

## Телескопи
Чотири головних інструменти обсерваторії є рефлекторні телескопи:
- 1,93-метровий телескоп був збудований «Grubb-Parsons» та встановлений 1958 року. Найважливіше відкриття на цьому телескопі — відкриття першої екзопланети, зроблене Мішель Майор та Дідьє Кело за допомогою ELODIE-спектрографа (1995 р.).
- 1,52-метровий телескоп є майже ідентичним колишньому 1,52-метровому телескопу ESO на обсерваторії Ла-Сілья. Він працює з 1967 року і обслуговує переважно спектрографічні дослідження.
- 1,20-метровий телескоп був встановлений на цій обсерваторії першим і працює з 1943 року; до встановлення тут він з 1872 року працював на Паризькій обсерваторії.
- 0,80-метровий телескоп з 1932 року використовувався поблизу Форкальк'є для тестування умов спостереження в регіоні, а з 1945 року встановлений в обсерваторії.

Інші телескопи на території обсерваторії Верхнього Провансу використовуються Женевською обсерваторією та Національним центром космічних досліджень Франції.

## Геофізика
На території обсерваторії розташовані також дві станції геофізичних досліджень.
Одна група досліджує мезосферу та термосферу, друга використовує LIDAR для досліджень атмосфери, наприклад вмісту аерозолів та озону у тропосфері та стратосфері.